# Paurometabola
Die Einteilung der Lebewesen in Systematiken ist kontinuierlicher Gegenstand der Forschung. So existieren neben- und nacheinander verschiedene systematische Klassifikationen. 
Das hier behandelte Taxon ist durch neue Forschungen obsolet geworden oder ist aus anderen Gründen nicht Teil der in der deutschsprachigen Wikipedia dargestellten Systematik.
Die Paurometabola  (gr. pauros = klein; metabole = wechseln) sind ein Taxon der Insekten (Insecta), in dem die Orthopteromorpha (= Grillenschaben (Notoptera oder Grylloblattodea), Ohrwürmer (Dermaptera), Fangschrecken (Mantodea) und Schaben (Blattodea)) und die Orthopteroida (Langfühlerschrecken (Ensifera), Gladiatorschrecken (Mantophasmatodea) und Gespenstschrecken (Phasmatodea)), von manchen Autoren auch noch Steinfliegen (Plecoptera) und Tarsenspinner (Embioptera) zusammengefasst werden. Das Taxon wird vor allem in der kladistischen Klassifikation der Insekten verwendet.

## Merkmale
Hauptmerkmal der Paurometabola ist, dass sie sich in kleinen Schritten von der Larve zum ausgewachsenen, geschlechtsreifen Tier (Imago) entwickeln. Dies ist jedoch kein abgeleitetes Merkmal, sondern ein ursprüngliches Merkmal der Neuflügler (Neoptera), das bei den Eumetabola weiter entwickelt worden ist. Jedoch lassen sich außer dieser Symplesiomorphie folgende mögliche Synapomorphien vorbringen:
- in den männlichen Genitalien befindet sich ein traubenförmiges Bündel akzessorischer Drüsen
- die Vertreter der Gruppe haben überwiegend eine terrestrische Lebensweise
- steife Tegmina
- die Flugleistung wird überwiegend oder ausschließlich von den Hinterflügeln erbracht.

In der Kladistik werden den Paurometabola die Eumetabola (gr. eu = gut, echt, metabole = wechseln) gegenübergestellt.

## Systematik
Das Taxon Paurometabola wurde von Eugen Korschelt und Karl Heider vorgeschlagen. Das Taxon umfasste die Ohrwürmer (Dermaptera), Springschrecken (Orthoptera), Fransenflügler (Thysanoptera), "Corrodentia und die meisten Rhynchoten" (= Staubläuse (Psocoptera) und Schnabelkerfe (Hemiptera)). Es wurde später von Willi Hennig wieder aufgegriffen und etwas eingeengt, unter Ausschluss der Plecoptera, Zoraptera, Acercaria und Endopterygota. In späteren Arbeiten wurden die Paurometabola meist abgelehnt, da sich ihre Monophylie nicht sicher begründen ließ (vgl. Klass und die darin diskutierte Systematik der Hexapoda). In anderen Arbeiten wurde statt Paurometabola der Begriff Polyneoptera Martynov, 1923 benutzt, der im Wesentlichen ein Synonym darstellt. In der neuen molekulargenetischen Analyse der Häutungstiere (Ecdysozoa) von Omar Rota Stabelli von 2009 bilden sich die Paurometabola jedoch wieder als Monophylum ab.
Kladogramm der Fluginsekten (Pterygota) nach Ax (1999):
|                  | Embioptera                                                           |
|                  |                                                                      |
| Orthopteromorpha | \| \| Blattopteriformia \| \| \| \| \| \| Orthopteroidea \| \| \| \| |
|                  | \| \| Blattopteriformia \| \| \| \| \| \| Orthopteroidea \| \| \| \| |
|                  | Blattopteriformia                                                    |
|                  |                                                                      |
|                  | Orthopteroidea                                                       |
|                  |                                                                      |

|  | Blattopteriformia |
|  |                   |
|  | Orthopteroidea    |
|  |                   |

|                  | Embioptera                                                           |
|                  |                                                                      |
| Orthopteromorpha | \| \| Blattopteriformia \| \| \| \| \| \| Orthopteroidea \| \| \| \| |
|                  | \| \| Blattopteriformia \| \| \| \| \| \| Orthopteroidea \| \| \| \| |
|                  | Blattopteriformia                                                    |
|                  |                                                                      |
|                  | Orthopteroidea                                                       |
|                  |                                                                      |

|  | Blattopteriformia |
|  |                   |
|  | Orthopteroidea    |
|  |                   |